# بولوالن
بولوالن (به انگلیسی: Bullvalene) با فرمول شیمیایی C۱۰H۱۰ یک ترکیب شیمیایی با شناسه پاب‌کم ۱۳۶۷۹۶ است؛ که جرم مولی آن 130.19 g/mol می‌باشد.